# Stanmer
Stanmer är en by i unparished area Brighton, i distriktet Brighton and Hove, i grevskapet East Sussex i England. Byn är belägen 8 km från Lewes. Stanmer var en civil parish fram till 1952 när blev den en del av Brighton och Falmer. Civil parish hade 1 097 invånare år 1951. Byn nämndes i Domedagsboken (Domesday Book) år 1086, och kallades då Stanmere.